# Кал людини

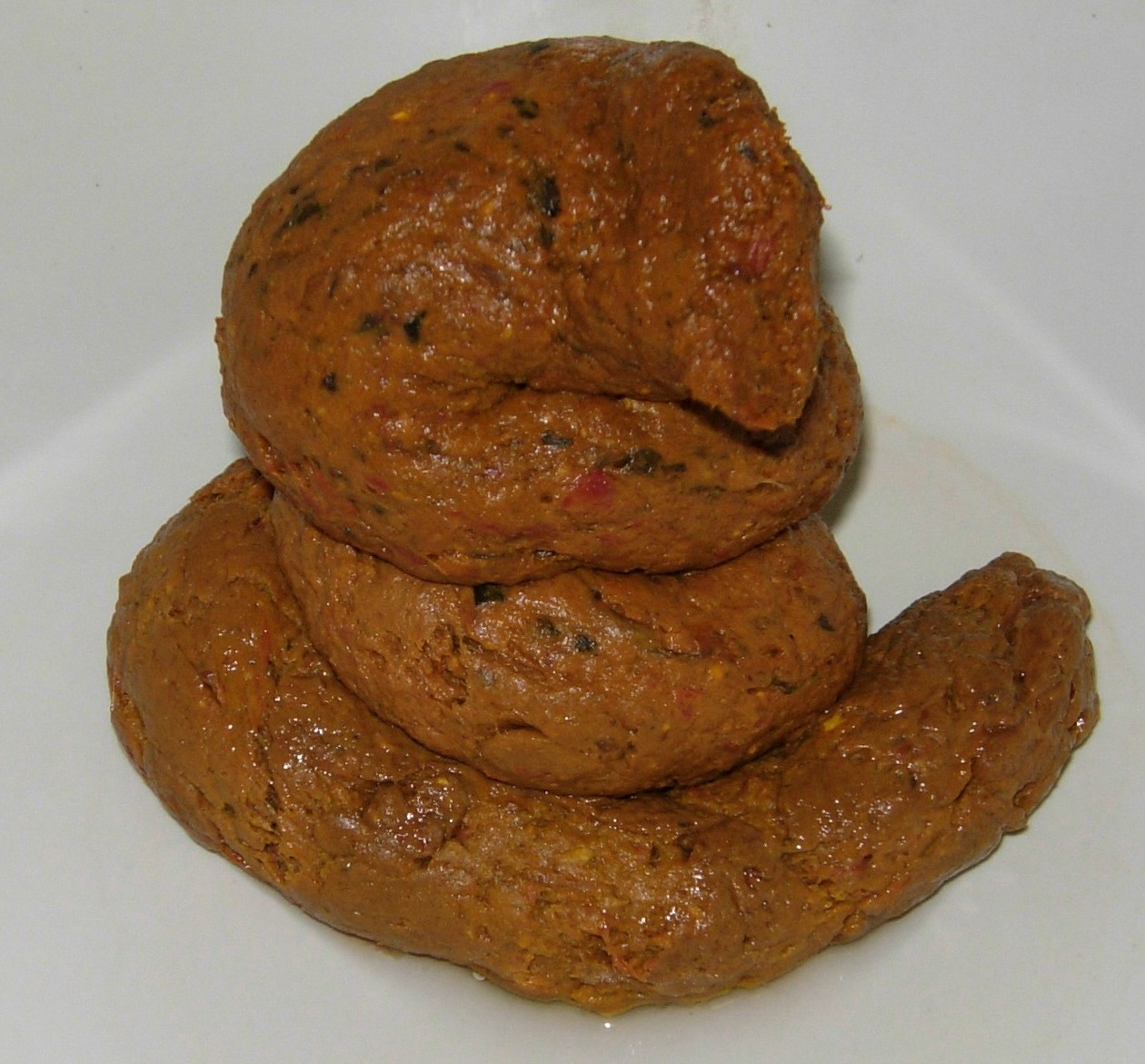
Кал людини

Кал людини — фекалії, які виділяються травною системою людини. Складаються з води, бактерій, неперетравлених рослинних решток. Основний колір калу людини — коричневий, забезпечується пігментом стеркобіліном, продуктом розпаду білівердину. Кал має діагностичне значення в медицині, аналіз калу здатен виявити ознаки різноманітних хвороб.
Бактерії складають до 75 % маси калу в людини.

## Фізичні властивості
Частину фізичних властивостей калу можна оцінити візуально в домашніх чи польових умовах. Кал розрізняють за формою та кольором. Щодо форми існує низка шкал, найбільш популярною з яких є «бристольська шкала форми калу», запропонована 1997 року. За цією шкалою кал поділяють на 7 форм, 1-ша з яких є найбільш твердою та відповідає запору, тоді як 7-ма є рідкою та свідчить про діарею. Форми 1, 6 і 7 вважаються патологічними, хоча трапляються у 15 % випадків у здорових людей. Найбільш фізіологічними вважаються форми 3 і 4.
Кал людини має слабко кислу реакцію: його pH складає в середньому близько 6,6. Основну роль у цій реакції відіграють коротколанцюгові жирні кислоти. За умов різних хвороб він може стати більш кислим чи більш лужним.

## Використання
Кал людини є природним добривом для рослин, проте застосування його в сільському господарстві створює ризики поширення інфекцій, насамперед кишечних. Тому для використання людських фекалій необхідно їх знезаразити.